# Josef Ganglberger
Josef Ganglberger (* 24. April 1911 in Vorderweißenbach; † 21. August 1987 ebenda) war ein oberösterreichischer Politiker (ÖVP) und Landwirt. Ganglberger war von 1954 bis 1961 Abgeordneter zum Oberösterreichischen Landtag.

## Leben
Ganglberger war beruflich als Landwirt tätig und zudem bis 1977 Obmann der Bezirksbauernkammer Urfahr-Umgebung. Ihm wurde der Berufstitel Ökonomierat verliehen.

## Politik
Ganglberger wirkte zwischen dem 9. Oktober 1949 und dem 21. Oktober 1973 als Bürgermeister in Vorderweißenbach. Zudem vertrat er die ÖVP zwischen dem 4. März 1954 und dem 16. November 1961 im Oberösterreichischen Landtag, wobei er auf Franz Nimmervoll gefolgt war. 